# Clarkia
Clarkia is een geslacht van ongeveer 40 soorten uit de teunisbloemfamilie (Onagraceae). Vrijwel alle geslachten komen van nature voor in Noord-Amerika. Slechts de soort Clarkia tenella komt van nature voor in 
Zuid-Amerika.
Het geslacht is genoemd naar de Amerikaanse ontdekkingsreiziger William Clark (1770-1838).
Het geslacht bestaat uit eenjarige planten met een maximale hoogte van 1,5 m.
De enkelvoudige smalle bladeren zijn afhankelijk van de soort 1-10 cm lang.
De bloemen bestaan uit vier kroonbladen en vier kelkbladen.
Sommige soorten zijn vanwege hun bloemen in de Verenigde Staten populair als tuinplant, bijvoorbeeld  Clarkia unguiculata,  Clarkia speciosa en Clarkia amoena. Er worden verschillende cultivars gekweekt.
Een aantal soorten van dit geslacht werd vroeger tot het geslacht Godetia gerekend, maar dit geslacht is in zijn geheel bij Clarkia ondergebracht.
Hierna volgt een (onvolledige) lijst van soorten:
- Clarkia affinis
- Clarkia amoena
- Clarkia arcuata
- Clarkia australis
- Clarkia biloba
- Clarkia bottae
- Clarkia breweri
- Clarkia concinna
- Clarkia cylindrica
- Clarkia davyi
- Clarkia delicata
- Clarkia dudleyana
- Clarkia epilobioides
- Clarkia exilis
- Clarkia franciscana
- Clarkia gracilis
- Clarkia heterandra
- Clarkia imbricata
- Clarkia jolonensis
- Clarkia lassenensis
- Clarkia lewisii
- Clarkia lingulata
- Clarkia mildrediae
- Clarkia modesta
- Clarkia mosquinii
- Clarkia prostrata
- Clarkia purpurea
- Clarkia rhomboidea
- Clarkia rostrata
- Clarkia rubicunda
- Clarkia similis
- Clarkia speciosa
- Clarkia springvilliensis
- Clarkia stellata
- Clarkia tembloriensis
- Clarkia tenella
- Clarkia unguiculata (synoniem: Clarkia elegans)
- Clarkia virgata
- Clarkia williamsonii
- Clarkia xantiana